# Угольницкий, Геннадий Анатольевич
Геннадий Анатольевич Угольницкий (род. 24 января 1962, Ростов-на-Дону, Россия) — научный работник, математик, научная сфера - математическое моделирование управления устойчивым развитием активных систем.

## Образование
- Средняя школа №80  г. Ростов-на-Дону (окончил в 1979 с золотой медалью)
- Механико-математический факультет Ростовского Государственного Университета (окончил в 1984 с отличием)
- Аспирантура Ростовский Государственный Университет (1984—1987)
- Кандидат технических наук (1988, Ростовский Государственный Университет). Тема диссертации: «Методы оценки экологических последствий развития региона (модельный подход)»
- Доктор физико-математических наук (1997, Северо-Кавказский центр высшей школы). Тема диссертации: «Моделирование иерархически управляемых экологических систем»

## Биография
Родился 24 января 1962 года в Ростове-на-Дону. Окончил среднюю школу №80 г. Ростова-на-Дону с золотой медалью (1979) и механико-математический факультет Ростовского государственного университета по специальности «Прикладная математика» с отличием (1984). В 1984-1987 гг. аспирант РГУ (рук. проф. А.Б. Горстко). В 1987-1997 гг. старший инженер, ассистент, доцент мехмата РГУ, с апреля 1997 года по настоящее время заведующий кафедрой прикладной математики и программирования РГУ (с 2006 года Южного федерального университета). По совместительству главный научный сотрудник СК НИИ экономических и социальных проблем ЮФУ (2011-2013), профессор КалмГУ (2004-2006), ДГТУ (2016-2017), ИнгГУ (2018-2021).

## Научная деятельность
В 1988 году защитил кандидатскую диссертацию по техническим наукам на тему «Методы оценки экологических последствий развития региона (модельный подход)», в 1997 году – докторскую диссертацию по физико-математическим наукам на тему «Моделирование иерархически управляемых экологических систем» (обе по специальности 11.00.11 «Охрана окружающей среды и рациональное использование природных ресурсов»). Доцент (1995), профессор (2000) по кафедре прикладной математики и программирования.
Основная область научных интересов – математическое моделирование управления устойчивым развитием активных систем. Опубликовал лично и в соавторстве восемнадцать монографий и учебных пособий, более двухсот статей и методических работ, в т.ч. более 70 в изданиях WoS/Scopus. Руководитель проектов РФФИ 98-01-01024 «Моделирование эколого-экономических систем в условиях антропогенного воздействия» (1998-1999), 00-01-00725 «Модели иерархического управления устойчивым развитием эколого-экономических систем» (2000-2002), 04-01-96812 «Математическое моделирование антропогенной динамики качества водных ресурсов» (2004-2005), 12-01-00017 «Математическое моделирование коррупции в иерархических системах управления» (2012-2014), 15-01-00432 «Механизмы управления согласованием интересов в статических моделях распределения ресурсов» (2015-2017), 18-01-00053 "Динамические модели борьбы с коррупцией в иерархических системах управления" (2018-2020), 20-31-90041-асп "Моделирование конкурсного распределения ресурсов с учётом стратегического поведения участников" (2020-2022), проекта «Организация и осуществление полного цикла работ по постановке и решению задач оптимизации мониторинга и разработке проекта информационно-аналитической системы комплексного экологического мониторинга Ростовской области» (2006-2007), проекта ЮФУ «Подготовка специалистов по информационным технологиям управления организационными и эколого-экономическими системами» (2007), подпроекта в рамках проекта ЮФУ «Развитие учебно-научно-инновационного комплекса (Департамента) ММКН как центра образования и науки мирового уровня» (2008), проекта ЮФУ «Модели и информационные технологии организационного управления» (2013), проекта ЮФУ «Информационные технологии, математические модели и системы управления устойчивым развитием организационных систем и финансовых рынков» (2014-2016), проекта РНФ 17-19-01038 "Разработка комплексной теории управления устойчивым развитием активных систем" (2017-2021). Многократно выступал с пленарными и секционными докладами на международных и всероссийских конференциях и в ЮФУ.

## Награды
- Почётный работник сферы образования РФ 2021

## Важнейшие статьи
- Задачи анализа и прогноза при управлении целевой аудиторией в маркетинге // Управление большими системами. Вып. 79. - М.: ИПУ РАН, 2019. С.27-64.
- Имитационное моделирование управления мнениями в маркетинге // СУИТ, 2019, 4(78), 61-65.
- Динамические модели управления устойчивым развитием активных систем // Теория активных систем – 50 лет / Материалы международной научно-практической конференции, 18–19 ноября 2019 г. Под ред. В.Н. Буркова. - М.: ИПУ РАН. C. 177 – 196.
- Динамические модели управления мнениями на сетях и их приложения // Системы управления и информационные технологии, 2020, 4(82), 68-72.
- Иерархические динамические модели распределения ресурсов на сетях и их приложения // Системы управления и информационные технологии, 2020, 3(81), 27-30.
- Моделирование согласования интересов в задачах управления устойчивым развитием территорий // Экономика природопользования. 2017. №6. С.35-47.
- Динамическая СОЧИ-модель регионального развития: сравнительный анализ административных и экономических механизмов управления (на примере Южного федерального округа) // Математическая теория игр и её приложения, 2021, 13(1), 59-88.
- Механизмы согласования интересов при управлении проектами развития территорий // Управление большими системами. Вып. 71. М.: ИПУ РАН, 2018. С.61-97.
- Модели согласования общих и частных интересов III: коррупция и региональное развитие // ЭМСУ, 2019, 4(34), 20-31.
- Модели дискретной оптимизации кадрового состава факультета // Системы управления и информационные технологии, 2020, 3(81), 9-13.